# Павел Чарнецький
Павел Чарнецький (пол. Czarniecki Paweł; ? — початок 1664) — польський шляхтич гербу Лодзя, військовик, полковник королівського війська. Мальтійський кавалер. Представник роду Чарнецьких.

## Життєпис
Народився в сім'ї королівського дворянина, середньозаможного шляхтича Кшиштофа Чарнецького. Був третім з 10-ти його синів. 
Обрав військову кар'єру, закінчив тільки середні школи. Допомагав, правдоподібно, опановувати військове мистецтво у кавалерійському корпусі молодшому брату Стефану. Розпочав військову кар'єру в Угорщині, потім воював у лавах армії цісаря Священної Римської імперії. Брав участь у переможній битві під Мартиновим 20 червня 1624 року проти татар. 1625 року воював проти козаків-повстанців під Куруковом. У наступні роки брав участь у Пруській кампанії (1626—1629). У березні 1633 року отримав лист короля, повернувся зі служби у Фердинанда ІІІ. Цього року взяв участь у виправі Владислава IV Вази під Смоленськ, де був поранений під час однієї з нічних битв. З цього часу відомості про нього обриваються, відомо, що в «пошуках слави та відомості» подався за кордон Речі Посполитої (Крит, Мальта, облога Кани 1645 року). В 1661 році був полковником королівського війська, дідичем Равіча. Помер на початку 1664 року.